# Heiliger Leonhard (Aichen)

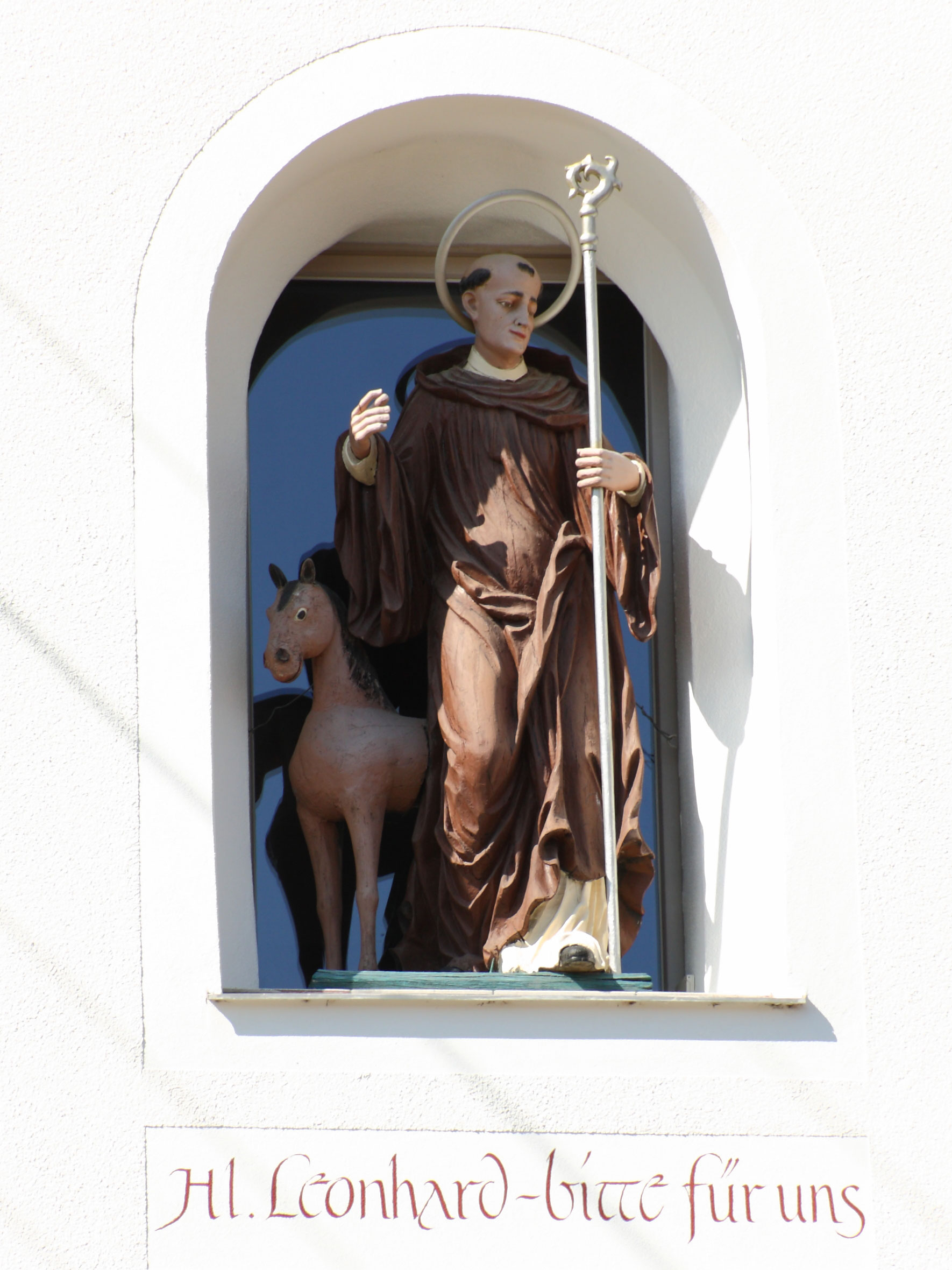
Nischenfigur des Heiligen Leonhard in Aichen

Die Nischenfigur des Heiligen Leonhard in Aichen, einer Gemeinde im schwäbischen Landkreis Günzburg in Bayern, wurde in der ersten Hälfte des 18. Jahrhunderts geschaffen. Die Skulptur einer unbekannten Werkstatt am Südgiebel des Hauses Pfarrer-Bobinger-Straße 21 ist ein geschütztes Baudenkmal.
Neben der großen  Holzfigur des heiligen Leonhard von Limoges, als Benediktinerabt mit Krummstab, ist ein Pferd dahinter kleiner dargestellt, das auf Leonhard als Schutzpatron für das Vieh hindeutet. 
Darunter steht an der Wand: „Hl. Leonhard – bitte für uns“.